# Joan Baptista Pastor Marco
Joan Baptista Pastor Marco (Orba, 24 de novembre de 1951 - 11 d'agost de 2020) fou un polític socialista valencià.

## Biografia
Llicenciat en ciències econòmiques, treballà com a administratiu i ingressà al PSOE el 1974, partit pel que fou elegit diputat per la província de València a les eleccions generals espanyoles de 1977 i 1979. Fou vocal de les Comissions d'Afers Exteriors i Comerç i Turisme del Congrés dels Diputats.
Va ser escollit el primer secretari general del PSPV-PSOE al I Congrés d'aquest partit celebrat a Alacant al febrer de 1978 amb el suport del 90,40% del vots, comptant amb el suport del sector més esquerrà (Joaquín Ruiz Mendoza, Agustín Soriano, sectors procedents del PSP i USPV). Pastor i la seva Comissió Executiva van dimitir al juny de 1979 a causa del seu enfrontament amb la línia moderada del partit que representava Josep Lluís Albinyana al Consell del País Valencià, que comptava amb el suport de Felipe González, la qual cosa va provocar la convocatòria d'un Congrés Extraordinari, celebrat en València al juliol de 1979, en el qual va ser derrotat per Joan Lerma. El 1980 optà novament a la secretaria general del PSPV-PSOE, però fou derrotat per Joan Lerma. Posteriorment fou elegit diputat a les eleccions a les Corts Valencianes de 1983 i 1987